# Sierra de Talacasto
La sierra de Talacasto, es una formación montañosa, en los departamentos de Ullum y Jáchal en la provincia de San Juan, Argentina. El Alto de Talacasto con 1542 m de altura es un punto destacado, la sierra posee una elevación media de unos 2500 m.
La sierra se encuentra en la zona central de San Juan, en la denominada precordillera de los Andes. La sierra se encuentra orientada en sentido norte-sur sobre el meridiano 69° (O). La sierra está separada de la sierra de Villicún por el valle de Matagusanos. 
La ladera este de la sierra de Talacasto aloja una serie de riachos y valles entre los que se encuentra el del río Colorado. En la zona sur y en proximidades de la sierra de Cruceita se encuentra la ciénaga de Gualilán.